# Trümmer (Band)
Trümmer ist eine deutschsprachige Rockband, die in Hamburg lebt. Ihr selbstbetiteltes Debütalbum erschien im August 2014.

## Geschichte
Die Band wurde im April 2012 gegründet und veröffentlichte zunächst eine gemeinsame Kassetten-EP mit der Hamburger Band Zucker, die von der Band über ein eigenes Label vertrieben wurde.  Bereits im Sommer 2013 spielten sie zahlreiche Auftritte bei großen Festivals wie Dockville, Melt und Haldern Pop Festival. Im August 2014 erschien beim Independent-Label PIAS ihr Debütalbum Trümmer, mit dem sie auf Platz 72 der deutschen Albumcharts einstiegen. „So viel philosophische Kraft war lange nicht im deutschen Pop“, schrieb Andreas Borchholte auf Spiegel Online, Jürgen Ziemer bezeichnete das Album im Rolling Stone als „das lässigste deutsche Rock-Debüt seit Langem“ und die Berliner Tageszeitung wählte das Lied Revolte zum besten Song des Jahres 2014. Für ihr Debütalbum wurden Trümmer unter anderem mit dem Hamburger Musikpreis 2014 ausgezeichnet und waren neben Deichkind, Kraftklub, Marteria und The Notwist für den ECHO 2015 in der Kategorie „Kritikerpreis National“ nominiert. 2015 schrieben Trümmer die Rockoper Vincent für das Berliner Haus der Kulturen der Welt. 2016 erschien ihre zweite LP Interzone. 2021 erschien ihr drittes Album Früher war gestern. Wie schon das Debütalbum wurden diese von Bandmitglied Helge Hasselberg produziert.

## Stil

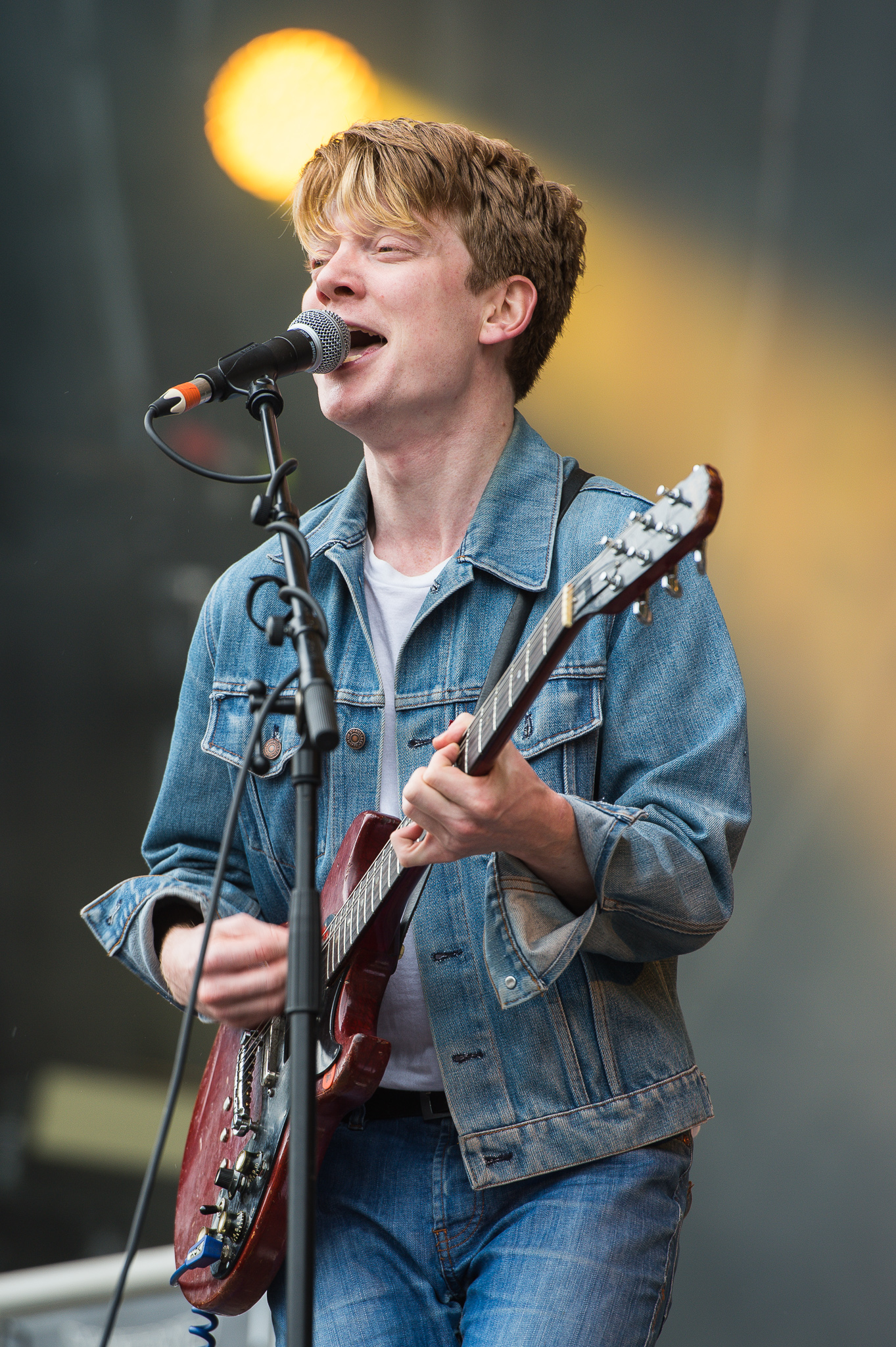
Paul Pötsch beim Rock im Park 2016

Wegen ihrer lyrischen deutschen Texte wurden Trümmer in der Tradition der Hamburger Schule verortet, sehen sich selber aber eher von britischen und amerikanischen Bands wie The Libertines oder The Strokes inspiriert und wollen sich nicht allein auf Hamburg beschränken. Thematisch geht es in den Texten der Band um die Suche nach den gesellschaftlichen Gegenentwürfen zur festgestellten Resignation und zum Konformismus. Die Suche nach Freiräumen, Partizipationsmöglichkeiten bei der Gestaltung des Lebens in Städten und Reaktionen auf Gentrifizierung werden in deutschsprachigen Rock-, Pop-, Punk-Songs verpackt und von Kritikern gelobt.

## Diskografie
Alben
- 2014: Trümmer (PIAS)
- 2016: Interzone (PIAS)
- 2021: Früher war gestern (PIAS)

EPs
- 2012: Es passiert immer irgendetwas[10]

Singles
- 2013: In all diesen Nächten / Saboteur (Euphorie)
- 2014: Wo ist die Euphorie (PIAS / Euphorie)
- 2014: Scheinbar (PIAS / Euphorie)
- 2016: Grüße aus der Interzone (PIAS / Euphorie)
- 2016: Nitroglyzerin (PIAS / Euphorie)
- 2021: Wann Wenn Nicht (PIAS / Euphorie)
- 2021: Weißt du noch (PIAS / Euphorie)
- 2021: Aus Prinzip gegen das Prinzip (PIAS / Euphorie)

## Musikvideos
- 2014: Wo ist die Euphorie (Regie: Maximilian Wiedenhofer)
- 2014: Scheinbar (Regie: Maximilian Wiedenhofer)
- 2016: Grüße aus der Interzone (Regie: Christopher Radke)
- 2016: Nitroglyzerin (Regie: Christopher Radke)
- 2021: Wann Wenn Nicht (Regie: Tim Erdmann)
- 2021: Weißt du noch (Regie: Tim Erdmann)
- 2021: Aus Prinzip gegen das Prinzip (Regie: Tim Erdmann)

## Auszeichnungen
- 2014: Preis der deutschen Schallplattenkritik
- 2014: Hamburger Musikpreis – Hamburger Nachwuchs des Jahres